# Bojkovice
Bojkovice (niem. Bojkowitz) – miasto w Czechach, w kraju zlińskim, w powiecie Uherské Hradiště. Według danych z 31 grudnia 2003 powierzchnia miasta wynosiła 4 185 ha, a liczba jego mieszkańców 4 742 osób.
W miejscowości jest stacja kolejowa Bojkovice.

## Demografia
| Rok             | 1970  | 1980  | 1991  | 2001  | 2003  |
| --------------- | ----- | ----- | ----- | ----- | ----- |
| Liczba ludności | 4 429 | 4 629 | 4 858 | 4 768 | 4 742 |

Źródło: Czeski Urząd Statystyczny